# (400408) 2008 BW47
(400408) 2008 BW47 es un asteroide perteneciente al cinturón exterior de asteroides, región del sistema solar que se encuentra entre las órbitas de Marte y Júpiter, descubierto el 31 de enero de 2008 por el equipo del Mount Lemmon Survey desde el Observatorio del Monte Lemmon, Arizona, Estados Unidos.

## Designación y nombre
Designado provisionalmente como 2008 BW47. 

## Características orbitales
2008 BW47 está situado a una distancia media del Sol de 3,214 ua, pudiendo alejarse hasta 3,595 ua y acercarse hasta 2,834 ua. Su excentricidad es 0,118 y la inclinación orbital 27,42 grados. Emplea 2105,28 días en completar una órbita alrededor del Sol.

## Características físicas
La magnitud absoluta de 2008 BW47 es 16. Tiene 4,974 km de diámetro y su albedo se estima en 0,037. 